# Louis-François Aubry
Louis-François Aubry, född 1770 i Paris, död 1850, var en fransk konstnär.
Han gick i lära hos François-André Vincent och Jean-Baptiste Isabey och blev omtalad som porträttmålare. Hans porträtt av kungen och drottningen över Westfalen blev omtyckt tack vare sin färgrikedom och ställdes ut på Parissalongen år 1810.